# Élections régionales de 2004 en Franche-Comté
Pour un article plus général, voir Élections régionales françaises de 2004.

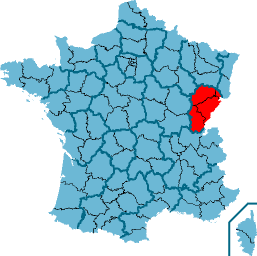
La région Franche-Comté.

Les élections régionales françaises de 2004 ont eu lieu les 21 et 28 mars en Franche-Comté.

## Résultats
| Tête de liste  | Tête de liste           | Liste                | Premier tour | Premier tour | Second tour | Second tour | Sièges | Sièges |
| Tête de liste  | Tête de liste           | Liste                | #            | %            | #           | %           | #      | %      |
| -------------- | ----------------------- | -------------------- | ------------ | ------------ | ----------- | ----------- | ------ | ------ |
|                | Raymond Forni           | PS - Les Verts - AGR | 146 553      | 31,28        | 240 551     | 46,79       | 26     | 60,4   |
|                | Jean-François Humbert*  | UMP                  | 116 354      | 24,84        | 185 761     | 36,13       | 12     | 27,9   |
|                | Sophie Montel           | FN                   | 87 498       | 18,68        | 87 766      | 17,07       | 5      | 11,6   |
|                | Gérard Faivre           | UDF                  | 36 029       | 7,69         |             |             |        |        |
|                | Jacques Lancon          | MEI                  | 26 477       | 5,65         |             |             |        |        |
|                | Christian Driano        | LO - LCR             | 22 059       | 4,71         |             |             |        |        |
|                | Evelyne Ternant         | PCF- MRC-PRG-U2R     | 19 577       | 4,18         |             |             |        |        |
|                | Marie-France Ligney     | MNR                  | 6 914        | 1,48         |             |             |        |        |
|                | Hervée de Lafond        | CLEF (SE)            | 5 884        | 1,26         |             |             |        |        |
|                | Jean-Philippe Allenbach | PF                   | 1 154        | 0,25         |             |             |        |        |
|                |                         |                      |              |              |             |             |        |        |
| Inscrits       | Inscrits                | Inscrits             | 784 341      | 100,00       | 784 336     | 100,00      |        |        |
| Abstention     | Abstention              | Abstention           | 284 577      | 36,28        | 246 455     | 31,42       |        |        |
| Votants        | Votants                 | Votants              | 499 764      | 63,72        | 537 881     | 68,58       |        |        |
| Blancs et nuls | Blancs et nuls          | Blancs et nuls       | 31 265       | 6,26         | 23 803      | 4,43        |        |        |
| Exprimés       | Exprimés                | Exprimés             | 468 499      | 93,74        | 514 078     | 95,57       |        |        |

## Liste des élus (2004-2010)
| Département                | Nom                      | Parti   | Informations                                                                | Liste                                                                         |
| -------------------------- | ------------------------ | ------- | --------------------------------------------------------------------------- | ----------------------------------------------------------------------------- |
| Doubs (25)                 | Joseph Parrenin          | PS      |                                                                             | Liste d'union pour la Franche-Comté Socialistes - Verts - Gauche républicaine |
| Doubs (25)                 | Marie-Guite Dufay        | PS      |                                                                             | Liste d'union pour la Franche-Comté Socialistes - Verts - Gauche républicaine |
| Doubs (25)                 | Denis Sommer             | PS      |                                                                             | Liste d'union pour la Franche-Comté Socialistes - Verts - Gauche républicaine |
| Doubs (25)                 | Sylvie Meyer             | LV      |                                                                             | Liste d'union pour la Franche-Comté Socialistes - Verts - Gauche républicaine |
| Doubs (25)                 | Martial Bourquin         | PS      | Démissionne le 18 octobre 2008                                              | Liste d'union pour la Franche-Comté Socialistes - Verts - Gauche républicaine |
| Doubs (25)                 | Christiane Roy-Ménétrier | PS      |                                                                             | Liste d'union pour la Franche-Comté Socialistes - Verts - Gauche républicaine |
| Doubs (25)                 | Eric Durand              | LV      |                                                                             | Liste d'union pour la Franche-Comté Socialistes - Verts - Gauche républicaine |
| Doubs (25)                 | Liliane Dangel           | PS      |                                                                             | Liste d'union pour la Franche-Comté Socialistes - Verts - Gauche républicaine |
| Doubs (25)                 | Pierre Magnin-Feysot     | PS      |                                                                             | Liste d'union pour la Franche-Comté Socialistes - Verts - Gauche républicaine |
| Doubs (25)                 | Malika Sakek             | DVG     |                                                                             | Liste d'union pour la Franche-Comté Socialistes - Verts - Gauche républicaine |
| Doubs (25)                 | Michel Loyat             | PS      |                                                                             | Liste d'union pour la Franche-Comté Socialistes - Verts - Gauche républicaine |
| Doubs (25)                 | Liliane Lucchesi         | PS      | Remplace Martial Bourquin après sa démission                                | Liste d'union pour la Franche-Comté Socialistes - Verts - Gauche républicaine |
| Doubs (25)                 | Jean-François Humbert    | UMP     |                                                                             | Avec Jean-François Humbert, l'Union fait la Franche-Comté                     |
| Doubs (25)                 | Nathalie Oeggerli-Bertin | UMP     |                                                                             | Avec Jean-François Humbert, l'Union fait la Franche-Comté                     |
| Doubs (25)                 | Jean-Claude Duverget     | UMP     |                                                                             | Avec Jean-François Humbert, l'Union fait la Franche-Comté                     |
| Doubs (25)                 | Marie-Noëlle Biguinet    | UMP     |                                                                             | Avec Jean-François Humbert, l'Union fait la Franche-Comté                     |
| Doubs (25)                 | Jacques Grosperrin       | UMP     | Démissionne le 15 juillet 2007                                              | Avec Jean-François Humbert, l'Union fait la Franche-Comté                     |
| Doubs (25)                 | Annie Genevard           | UMP     |                                                                             | Avec Jean-François Humbert, l'Union fait la Franche-Comté                     |
| Doubs (25)                 | Pascal Bonnet            | UMP     | Remplace Jacques Grosperrin après sa démission                              | Avec Jean-François Humbert, l'Union fait la Franche-Comté                     |
| Doubs (25)                 | Sophie Montel            | FN      |                                                                             | Front national pour la Franche-Comté                                          |
| Doubs (25)                 | Roland Boillot           | FN      |                                                                             | Front national pour la Franche-Comté                                          |
| Jura (39)                  | Benjamin Gaillard        | PS      |                                                                             | Liste d'union pour la Franche-Comté Socialistes - Verts - Gauche républicaine |
| Jura (39)                  | Antoinette Gillet        | LV      |                                                                             | Liste d'union pour la Franche-Comté Socialistes - Verts - Gauche républicaine |
| Jura (39)                  | Denis Vuillermoz         | PS      |                                                                             | Liste d'union pour la Franche-Comté Socialistes - Verts - Gauche républicaine |
| Jura (39)                  | Sylvie Laroche           | PS      |                                                                             | Liste d'union pour la Franche-Comté Socialistes - Verts - Gauche républicaine |
| Jura (39)                  | Marc Borneck             | LV      |                                                                             | Liste d'union pour la Franche-Comté Socialistes - Verts - Gauche républicaine |
| Jura (39)                  | Michèle Antoine          | PS      |                                                                             | Liste d'union pour la Franche-Comté Socialistes - Verts - Gauche républicaine |
| Jura (39)                  | Yves-Marie Lehmann       | UMP     |                                                                             | Avec Jean-François Humbert, l'Union fait la Franche-Comté                     |
| Jura (39)                  | Sylvie Vermeillet        | UMP-PRV |                                                                             | Avec Jean-François Humbert, l'Union fait la Franche-Comté                     |
| Jura (39)                  | Jean Burdeyron           | CPNT    |                                                                             | Avec Jean-François Humbert, l'Union fait la Franche-Comté                     |
| Jura (39)                  | Maurice Batail           | FN      |                                                                             | Front national pour la Franche-Comté                                          |
| Haute-Saône (70)           | Martine Péquignot        | PS      |                                                                             | Liste d'union pour la Franche-Comté Socialistes - Verts - Gauche républicaine |
| Haute-Saône (70)           | Eric Houlley             | DVG     |                                                                             | Liste d'union pour la Franche-Comté Socialistes - Verts - Gauche républicaine |
| Haute-Saône (70)           | Sabrina Fleurot          | DVG     |                                                                             | Liste d'union pour la Franche-Comté Socialistes - Verts - Gauche républicaine |
| Haute-Saône (70)           | Loïc Niepceron           | PS      |                                                                             | Liste d'union pour la Franche-Comté Socialistes - Verts - Gauche républicaine |
| Haute-Saône (70)           | Danielle Bourgon         | LV      |                                                                             | Liste d'union pour la Franche-Comté Socialistes - Verts - Gauche républicaine |
| Haute-Saône (70)           | Jean-Paul Carteret       | PS      |                                                                             | Liste d'union pour la Franche-Comté Socialistes - Verts - Gauche républicaine |
| Haute-Saône (70)           | Véronique Degallaix      | UMP     |                                                                             | Avec Jean-François Humbert, l'Union fait la Franche-Comté                     |
| Haute-Saône (70)           | Michel Raison            | UMP     | Démissionne le 8 avril 2008                                                 | Avec Jean-François Humbert, l'Union fait la Franche-Comté                     |
| Haute-Saône (70)           | Patrice Debray           | UMP     | Remplace Michel Raison après sa démission                                   | Avec Jean-François Humbert, l'Union fait la Franche-Comté                     |
| Haute-Saône (70)           | Anne-Marie Jeanmougin    | FN      |                                                                             | Front national pour la Franche-Comté                                          |
| Haute-Saône (70)           | Marcel Grognu            | FN      |                                                                             | Front national pour la Franche-Comté                                          |
| Territoire de Belfort (90) | Raymond Forni            | PS      | Elu président du Conseil régional le 2 avril 2004, décède le 5 janvier 2008 | Liste d'union pour la Franche-Comté Socialistes - Verts - Gauche républicaine |
| Territoire de Belfort (90) | Danièle Kara             | PS      |                                                                             | Liste d'union pour la Franche-Comté Socialistes - Verts - Gauche républicaine |
| Territoire de Belfort (90) | Alain Fousseret          | LV      |                                                                             | Liste d'union pour la Franche-Comté Socialistes - Verts - Gauche républicaine |
| Territoire de Belfort (90) | Véronique Mougey         | PS      | Succède à Raymond Forni après son décès                                     | Liste d'union pour la Franche-Comté Socialistes - Verts - Gauche républicaine |
| Territoire de Belfort (90) | Robert Creel             | UMP     |                                                                             | Avec Jean-François Humbert, l'Union fait la Franche-Comté                     |